# Palenzuela
Palenzuela è un comune spagnolo di 306 abitanti situato nella comunità autonoma di Castiglia e León.